# Samooidea
Super-famille
Les Samooidea sont une super-famille d'opilions laniatores.
Ces opilions sont étroitement liés à la super-famille des Zalmoxoidea, bien que les liens exacts ne soient pas encore connus.

## Distribution
Les espèces de cette super-famille se rencontrent en zone tropicale.

## Liste des familles
Selon World Catalogue of Opiliones (09/10/2021) :
- Biantidae Thorell, 1889
- Samoidae Sørensen, 1886
- Stygnommatidae Roewer, 1923

## Publication originale
- Sørensen, 1886 : « Opiliones. » Die Arachniden Australiens nach der Natur beschrieben und abgebildet, p. 53–86.